# 吉祥院 (杉並区)
吉祥院（きっしょういん）は、東京都杉並区高井戸西にある天台宗の寺院。

## 概要
1883年（明治16年）、上高井戸村の並木卓善の開基である。並木卓善は1875年（明治8年）に成田山新勝寺系の講「成田山新省講」を結成しており、成田山新勝寺の別院のような寺院設立を企図していた。
ただ当時の国策で寺院新設が禁止されていたので、寺の再興という名目で廃寺を物色することになった。当初は成田山新勝寺が属する真言宗の寺院を望んでいたが、適当なものがなかったので、谷中にあった天台宗の廃寺「吉祥院」の再興という体裁で設立した。そういう経緯から、天台宗の寺でありながら成田山を模した築山があるなど、真言宗色が強い寺となっている。

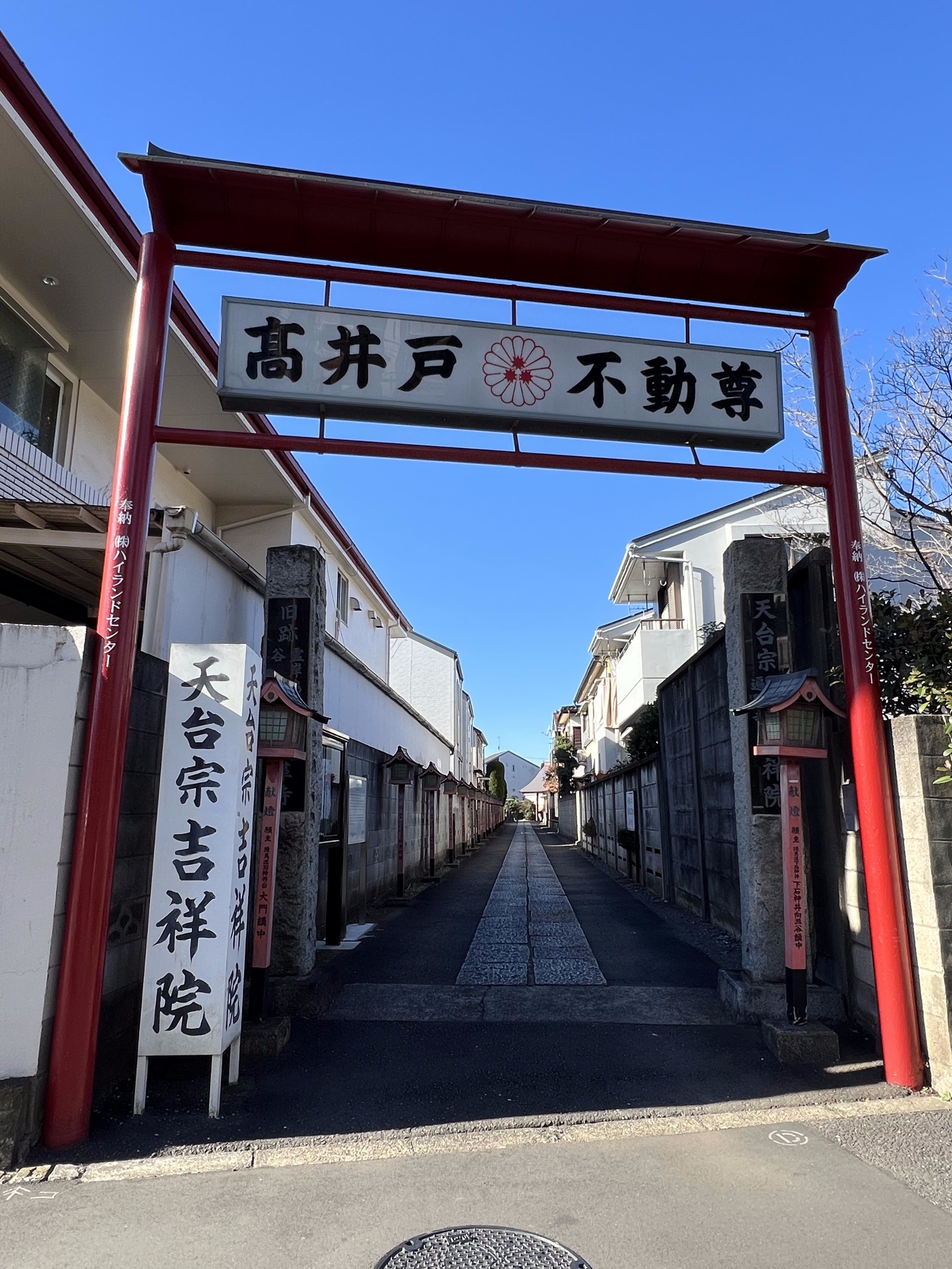
入口

## 交通アクセス
- 京王井の頭線高井戸駅より徒歩7分。